# クムホヌア
クムホヌア（英語: Kumu-Honua）はハワイ語で「地球上で最初」という意味で、彼はハワイ神話に現れる最初の人間であった。
クムホヌアは泥水から上向きに上昇する蒸気の形で作成され、ラロホヌアと結婚した。夫婦はカーネから庭園を与えられ、特定の果物を食べることを禁じられた。
この物語は全体的または部分的に、キリスト教化されている可能性がある。

## 参照項目
- ハワイ神話